# Ashampoo Burning Studio
Ashampoo Burning Studio – program do nagrywania płyt CD, DVD oraz Blu-ray przeznaczony na platformę Windows. Jeden z głównych konkurentów programu Nero Burning ROM.

## Funkcje programu
Ashampoo Burning Studio to bardzo rozbudowane narzędzie do nagrywania płyt. Pozwala m.in. na zbudowanie menu dysku, kreowanie pokazu slajdów, tworzenie kopii zapasowych oraz drukowanie etykiet na płyty. Od wersji 10 program umożliwia tworzenie filmów w rozdzielczości HD.
Istnieją 3 wersje oprogramowania:
- Burning Studio FREE⁠[1]
- Burning Studio 2025⁠[2]
- Burning Studio 26⁠[3]